# Tomáš Skuhravý
Tomáš Skuhravý, född 7 september 1965 i Český Brod, är en tjeckisk före detta fotbollsspelare. Han representerade Tjeckoslovakien vid VM 1990, där han gjorde fem mål, två mot USA i gruppspelet och tre i åttondelsfinalen mot Costa Rica